# ウーゴ・カイペルス
ウーゴ・カイペルス（Hugo Cuypers、1997年2月7日 - ）は、ベルギー・リエージュ出身のサッカー選手。シカゴ・ファイアーFC所属。ポジションはFW。

## クラブ経歴
2014年からスタンダール・リエージュの下部組織で育成され、2016年4月3日、ジュピラー・プロ・リーグのプレーオフ・ワースラント＝ベフェレン戦にてトップチームデビューを飾った。
2017年8月31日、ギリシャ2部リーグに所属していたエルゴテリスFCへ移籍。リーグ戦28試合で22得点を挙げ、リーグの得点ランキング2位に名を連ねた。
2019年7月1日、オリンピアコスFCへ加入。直後の8月20日、リーグ・ドゥの舞台にいたACアジャクシオへ2019-20シーズンはレンタル移籍することが決定した。
2021年6月、移籍金75万ユーロでKVメヘレンへ4年契約で移籍した。この2021-22シーズンはリーグ戦で13得点10アシストを記録した。
2022年7月1日、KAAヘントは4年契約の移籍金400万ユーロでカイペルスの獲得を発表した。
2024年2月6日、シカゴ・ファイアーFCに移籍した。

## タイトル

### クラブ
オリンピアコスFC
- ギリシャ・スーパーリーグ : 1回 (2020-21)

### 個人
- ベルギー・ファースト・ディビジョンA得点王 : 1回 (2022-23)